# Saleh Gomaa
Saleh Gomaa (صالح جمعة, * 1. August 1993 in al-Arisch) ist ein ägyptischer Fußballspieler, der aktuell beim Cleopatra FC unter Vertrag steht.

## Karriere

### Verein
Gomaa hat einen drei Jahre jüngeren Bruder, Abdallah Gomaa, der ebenfalls Fußballspieler ist. Der Spieler begann seine Karriere zunächst in der Egyptian Premier League, der ersten ägyptischen Spielklasse, beim ENPPI Club. Sein Debüt gab er während der Saison 2010/11, als er am 13. April 2011 17-jährig zu seinem ersten Einsatz kam. Er absolvierte in seinem ersten Jahr zehn Spiele für seinen Verein. Im Mai 2013 war er bei Borussia Dortmund zum Probetraining eingeladen, nachdem er zuvor bereits beim RSC Anderlecht vorgespielt hatte. Der deutsche Meister von 2012 sah jedoch von einer Verpflichtung des Mittelfeldspielers ab.
Stattdessen wurde er gegen Ende des Jahres 2013 an den portugiesischen Erstligisten Nacional Funchal verliehen. Am 20. Januar 2014 bestritt er in der Liga sein erstes Pflichtspiel für den Klub, bevor er am 8. Februar selben Jahres erstmals mit einem Tor erfolgreich war. Die zunächst sechsmonatige Leihe wurde im Sommer 2014 um die Saison 2014/15 verlängert. In seinen eineinhalb Jahren in Portugal absolvierte er 36 Ligaspiele (zwei Tore). Hinzu kamen sieben Einsätze im portugiesischen Pokal (kein Tor) und zwei Auftritte in der UEFA Europa League (kein Tor). Nach Ablauf der 18-monatigen Leihe hatte der Klub die Möglichkeit, Gomaa per Option fest zu verpflichten, ließ diese aber ungenutzt.
Daraufhin wechselte Gomaa zurück nach Ägypten und unterschrieb beim al Ahly SC aus Kairo. 2020 wechselte er zum Cleopatra FC.

### Nationalmannschaft
Gooma durchlief verschiedene Jugendnationalmannschaften Ägyptens. Im Jahr 2011 fing er zunächst bei der U-20 an, mit der er die WM 2011 absolvierte, bei der die Mannschaft im Achtelfinale an Argentinien scheiterte. Am 8. Oktober 2011 debütierte der Mittelfeldspieler im Alter von 18 Jahren in der A-Nationalmannschaft. 2010/11 wurde er bei insgesamt acht weiteren Länderspielen eingesetzt. Bei den Olympischen Spielen 2012 in London war er mit der ägyptischen U-23 am Start und erreichte das Viertelfinale, wo die Mannschaft schließlich an den Japanern scheiterte.

## Erfolge
- 2011: Ägyptischer Pokalsieger
- 2012: Ägyptischer Vize-Supercupsieger